# ATP Córdoba
Das ATP-Turnier von Córdoba (offiziell: Córdoba Open) war ein Tennisturnier, das von 2019 bis 2024 jährlich in Córdoba, Argentinien stattfand.

## Geschichte
Das Turnier hatte das ATP-Turnier von Quito, das von 2015 bis 2018 ausgetragen wurde, ersetzt. Es gehört zur ATP Tour 250 und wurde wie eine Reihe von Turnieren Anfang des Jahres in Südamerika, die Golden Swing genannt wird, im Freien auf Sand gespielt. Dazu gehörten neben Córdoba noch Rio, Buenos Aires und Santiago de Chile. Im März 2024 wurde bekannt, dass das Turnier 2024 das letzte Mal stattgefunden hatte. Der Grund war die Umstrukturierung der ATP, nach der man die Anzahl der kleineren Turniere verringern wollte sowie der ohnehin schwierige Termin eine Woche nach den Australian Open.
Austragungsort war das Gelände des Estadio Mario Alberto Kempes, wo eine temporäre Tennisanlage für jede Ausgabe auf- und abgebaut wurde.
Im Zuge der „One Vision“ der ATP, nach der mehr größere Turniere ausgetragen werden sollen, wurde die Veranstaltung 2024 eingestellt.

## Siegerliste
Mit vier Titeln ist der Argentinier Andrés Molteni der Rekordhalter des Turniers im Doppel. Im Einzel konnte niemand mehr als einmal gewinnen.

### Einzel
| Jahr | Sieger                | Finalgegner          | Finalergebnis |
| ---- | --------------------- | -------------------- | ------------- |
| 2024 | Luciano Darderi       | Facundo Bagnis       | 6:1, 6:4      |
| 2023 | Sebastián Báez        | Federico Coria       | 6:1, 3:6, 6:3 |
| 2022 | Albert Ramos Viñolas  | Alejandro Tabilo     | 4:6, 6:3, 6:4 |
| 2021 | Juan Manuel Cerúndolo | Albert Ramos Viñolas | 6:0, 2:6, 6:2 |
| 2020 | Cristian Garín        | Diego Schwartzman    | 2:6, 6:4, 6:0 |
| 2019 | Juan Ignacio Londero  | Guido Pella          | 3:6, 7:5, 6:1 |

### Doppel
| Jahr | Sieger                                 | Finalgegner                      | Finalergebnis |
| ---- | -------------------------------------- | -------------------------------- | ------------- |
| 2024 | Máximo González (2) Andrés Molteni (4) | Sadio Doumbia Fabien Reboul      | 6:4, 6:1      |
| 2023 | Máximo González (1) Andrés Molteni (3) | Sadio Doumbia Fabien Reboul      | 6:4, 6:4      |
| 2022 | Santiago González Andrés Molteni (2)   | Andrej Martin Sam Weissborn      | 7:5, 6:3      |
| 2021 | Rafael Matos Felipe Meligeni Alves     | Romain Arneodo Benoît Paire      | 6:4, 6:1      |
| 2020 | Marcelo Demoliner Matwé Middelkoop     | Leonardo Mayer Andrés Molteni    | 6:3, 7:64     |
| 2019 | Roman Jebavý Andrés Molteni (1)        | Máximo González Horacio Zeballos | 6:4, 7:64     |